# Charade (phim 1963)
Charade là một bộ phim hài của đạo diễn Stanley Donen được phát hành ngày 5 tháng 12 năm 1963 tại Mỹ.

## Nội dung

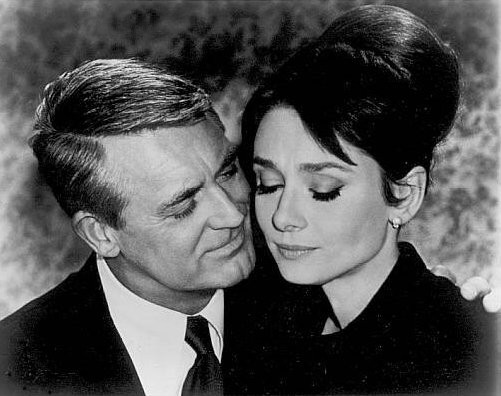
Grant và Hepburn.

Regina (Audrey Hepburn) đang sẵn ý từ hôn thì chồng cô bị sát hại sau khi chuyển toàn bộ tài sản của họ sang tiền mặt, số tiền này cũng không cánh mà bay. Cô tình cờ gặp Peter Joshua (Cary Grant) là kẻ cũng quan tâm đến số tiền mất tích, và được biết rằng hóa ra chồng cô đã ăn cắp từ chính phủ trong Đệ nhị Thế chiến. Những kẻ đồng phạm với chồng cô cũng lùng sục số tiền khắp nơi, ngờ rằng chính Regina đang giữ chúng. Cô buộc phải dựa vào Peter, người đàn ông bí ẩn với danh tính thay đổi xoành xoạch. Mối quan hệ càng trở nên rắc rối khi những kẻ bám theo số tiền dần bị giết.

## Diễn xuất
- Audrey Hepburn as Regina "Reggie" Lampert
- Thomas Chelimsky as Jean-Louis Gaudel
- Dominique Minot as Sylvie Gaudel
- Cary Grant as Brian Cruikshank (alias Peter Joshua, alias Alexander "Alex" Dyle, alias Adam Canfield)
- Jacques Marin as Insp. Edouard Grandpierre
- Ned Glass as Leopold W. Gideon
- James Coburn as Tex Panthollow
- George Kennedy as Herman Scobie
- Walter Matthau as Carson Dyle (alias Hamilton Bartholomew)
- Paul Bonifas as Mr. Felix, the stamp dealer